# Зерноїд болівійський
Зерноїд болівійський (Sporophila hypochroma) — вид горобцеподібних птахів родини саякових (Thraupidae). Мешкає в Південній Америці.

## Опис
Довжина птаха становить 10 см, вага 9,5 г. Виду притаманний статевий диморфізм. У самців верхня частина голови, спина і хвіст сірі, крила чорнувато-сірі. На крилах невеликі білі "дзеркальця". Нижня частина тіла і нижня частина спини руді. Очі темно-карі, дзьоб коричнево-чорний. Самиці мають переважно піщано-коричневе забарвлення, нижня частина тіла у них світліша, крила чорнуваті з коричневими краями.

## Поширення і екологія
Чорноволі зерноїди гніздяться на півночі і сході Болівії, в центральному Парагваї, на північному сході Аргентини та на крайньому заході Уругваю в долині річки Уругвай. Взимку вони мігрують на північ, досягаючи півдня центральної Бразилії.
Чорноволі зерноїди живуть на вологих і заплавних луках, в чагарникових і очеретяних заростях на берегах річок і озер, на болотах і в саванах. Зустрічаються на висоті до 1100 м над рівнем моря.

## Збереження
МСОП класифікує стан збереження цього виду як близький до загрозливого. Болівійським зерноїдам загрожує знищення природного середовища.